# Sân bay Angads
Sân bay Angads (IATA: OUD, ICAO: GMFO) là một sân bay gần Oujda, Maroc. Sân bay này có một đường băng dài 3000 m bề mặt nhựa đường/bitum. Năm 2007, sân bay này đã phục vụ 315.006 lượt khách với 3564 lượt chuyến và 451,09 tấn hàng hóa.

## Các hãng hàng không và các tuyến điểm
- Aigle Azur (Paris)
- Royal Air Maroc (Amsterdam, Brussels, Casablanca, Paris)
- Atlas Blue (Marseille, Amsterdam, Brussels, Paris-Charles de Gaulle, Paris-Orly)
- Jetairfly (Brussels)
- EasyJet (Frankfurt, Girona, Marseille, Milan)
- transavia.com (Paris-Orly)